# Formación Lacui
La formación Lacui o Lacuy es una formación sedimentaria marina del Mioceno ubicada en el norte de la isla Grande de Chiloé con afloramientos menores cerca de Carelmapu en tierra firme.
Según Sernageomin (1998), la formación data del primer serravalliense, esto es, del Mioceno medio.

## Geología
La formación Lacui corresponde a una secuencia volcanosedimentaria que incluye rocas piroclásticas, epiclásticas, silicoclásticas, y, en menor proporción, rocas carbonatadas, cuyos afloramientos se restringen al sector norte de la Isla Grande de Chiloé. Su base engrana o sobreyace, concordantemente, a rocas del complejo volcánico Ancud o bien se dispone, en discordancia, sobre rocas del complejo metamórfico Bahía Mansa. Está compuesta por areniscas, fangolitas, tobas y calizas, que forman dos niveles estratigráficos: uno inferior con cerca de 80 m de potencia visible, que se expone en los acantilados costeros orientales de la península de Lacuy, en el istmo de Yuste y entre Agüi y la laguna Canutillo, y uno superior que alcanza cerca de 150 m de potencia que aflora en el extremo occidental de playa Chaumán.
Las areniscas locales, conocidas también como «cancagua de Chiloé», presentan una estratificación gruesa y laminación interna plana horizontal incipiente.
Al sur de la formación Lacui existen rocas sedimentarias equivalentes en las islas Ipún, Lemo y Stokes.

## Fósiles
Las conchas de gasterópodos son los macrofósiles más comunes de la formación Lacui.